# Iang Darmawan
Iang Darmawan es un actor, cantante y comediante indonesio. Forma parte de una banda musical llamada  P-Project. Iang ha participado como protagonista en varias  película, siendo considerado el segundo actor casi al nivel de Project P.

## Filmografía
- Kejar Jakarta (2005)
- XXL-Double Extra Large (2009)
- The Raid (2011)
- Romantini (2013)
- Get M4rried (20013)
- Moga Bunda Disayang Allah (2013)
- Sang Kiai (2013)
- KM 97 (2013)
- Di Balik 98 (2015)
- Kacaunya Dunia Persilatan (2015)

## Telenovela
- Get Married The Series (2010)

## Discografía

### Bersama P-Project
- 1993: Oo...Lea...Leo!!
- 1994: Jilid 2
- 1996: Jilid 3
- 1997: Jilid Lebaran
- 1998: Jilid 4

## Variedades
- Project Show (2014)

- Datos: Q19725222